# Daniel Gorenstein

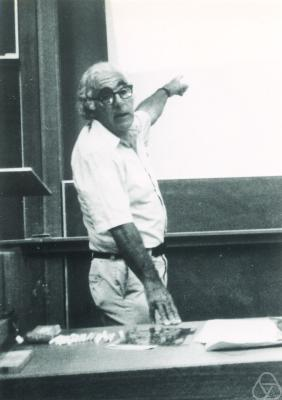
Daniel Gorenstein

Daniel E. Gorenstein (1 januari 1923 - 26 augustus 1992) was een Amerikaanse wiskundige. Hij behaalde zijn bachelor en zijn doctoraal aan de Harvard Universiteit, waar hij in 1950 bij Oscar Zariski promoveerde. In zijn proefschrift introduceerde hij de Gorenstein-ringen. Hij werkte op het gebied van de commutatieve algebra. Verder was hij een de voornaamste organisators van de classificatie van eindige enkelvoudige groepen.
Na voor het behalen van zijn doctoraat wiskunde-onderwijs te hebben gegeven aan militair personeel op Harvard, bekleedde Gorenstein functies aan Clark University en Northeastern University. Daarna begon hij in 1969 met het geven van onderwijs van de Rutgers University. Aan deze Universiteit zou voor de rest van zijn leven verbonden bleven. Drie jaar voor zijn dood was hij in 1989 de oprichter en eerste directeur van DIMACS.
Gorenstein verkreeg vooral voor zijn werk op het gebied van eindige enkelvoudige groepen vele onderscheidingen. Naast zijn eigen onderzoek bijdragen, zoals op het gebied van signalizer functors, werd daarbij vooral gerefereerd aan zijn werk als leider in het samenbrengen van classificatiebewijs, het grootste samenwerkingsverband op het gebied van de zuivere wiskunde ooit. In 1972 was hij een Guggenheim Fellow en een Fulbright Scholar;in 1978 werd hem het lidmaatschap van de Nationale Academie van Wetenschappen en de Amerikaanse Academie voor Kunst en Wetenschappen verleend. In 1989 kreeg hij de Steele-prijs voor wiskundige onderwijs.

## Voetnoten
1. ↑  (en)  Een geschiedenis van de wiskunde aan Rutgers, Charles Weibel.